# Odontria magnum
Odontria magnum är en skalbaggsart som beskrevs av Given 1952. Odontria magnum ingår i släktet Odontria och familjen Melolonthidae. Inga underarter finns listade i Catalogue of Life.